# Viorica Țurcanu
Viorica Țurcanu z domu Draga (ur. 26 kwietnia 1954 w Bukareszcie) – rumuńska florecistka, brązowa medalistka mistrzostw świata.
Podczas mistrzostw świata w Hamburgu w 1978 roku Rumunki w składzie: Suzana Ardeleanu, Viorica Țurcanu, Magdalena Chezan, Marcela Moldovan-Zsak i Adriana Dragomir zdobyły brązowy medal w zawodach drużynowych.
Wystartowała na igrzyskach olimpijskich w Moskwie w 1980 roku, gdzie w zawodach drużynowych zajęła dziewiąte miejsce.